# Kermadecinseln
Die Kermadecinseln oder Kermadec Islands sind eine Inselkette aus einigen kleinen Inseln im südwestlichen Pazifik, die seit 1887 zu Neuseeland gehören und dort zu den New Zealand Offshore Islands zählen. Benannt ist die Inselgruppe nach dem französischen Seefahrer Jean Michel Huon de Kermadec.

## Geographie und Geologie
Die subtropisch-vulkanischen Kermadecinseln befinden sich etwa bei 30° südlicher Breite und 177° westlicher Länge. 983 km nordöstlich von Neuseeland (Nordinsel) sind sie der nördlichste Außenposten dieses Landes, der eine Sonderwirtschaftszone darstellt. Die nächstgelegene Inselgruppe im Norden ist das ca. 1.000 km entfernte Tonga, wobei die ebenfalls zu Tonga gehörigen, aber zumeist überfluteten Minerva-Riffe noch etwas näher liegen. Die gesamte Landfläche der Kermadecinseln beträgt 34 km².
Östlich der Kermadecinseln befindet sich die Tiefseerinne des bis 10.047 m tiefen Kermadecgrabens, in der sich die Pazifische Platte unter die Australische Platte schiebt. Dies ist die Ursache für den aktiven Vulkanismus der Kermadecinseln, welche die Spitzen von geologisch jungen und vom Meeresboden aufragenden Vulkanen darstellen. 

## Vulkane und deutsche Expedition
Von Dezember 2016 bis Januar 2017 widmete sich eine Expedition mit dem Forschungsschiff Sonne den Unterwasservulkanen im Kermadec-Vulkanbogen. Die Forscher untersuchten den Einfluss heißer Quellen auf Meereslebewesen, auf die Zusammensetzung des Ozeans und auf die Bildung mariner mineralischer Ressourcen. Sie entdeckten mehrere neue Hydrothermalfelder, unter anderem am Haungaroa-Vulkan.

## Einwohner
Auf der Hauptinsel Raoul Island (29,38 km²), früher Sunday genannt, befindet sich eine meteorologische Station. Ansonsten ist die Insel heute ebenso unbewohnt, wie die kleineren Inseln Macauley, Curtis, Cheeseman und L’Esperance. Raoul verfügt auch als einzige der Inseln über Trinkwasser. Deswegen konzentrieren sich die Spuren früher polynesischer Besiedlung auf Raoul. Dort wurde im 19. Jahrhundert auch zeitweilig eine europäische Walfangstation betrieben, auf die zaghafte Besiedelungsversuche durch Europäer folgten. Es gibt einige ausgewiesene archäologische Ausgrabungsstätten auf Raoul.

## Umwelt
Im November 1990 wurde ein bis zu zwölf Seemeilen in den Ozean hinausragendes Gebiet zum Kermadec Islands Marine Reserve, dem größten Meeresschutzgebiet Neuseelands, erklärt. Die Meeresströmungen um die Kermadecinseln sind sehr wichtig für den Temperaturausgleich zwischen dem neuseeländischen Festland und den tropischen Gewässern. Dort befinden sich zahlreiche Korallen, die sich aber nicht wie sonst im Pazifik üblich zu Riffs formiert haben.

## Tierwelt
Eine Unterart des Ziegensittichs, der Kermadec-Ziegensittich (Cyanoramphus novaezelandiae cyanurus), ist auf den Kermadecinseln beheimatet. Auf Raoul kommt auch der Tui vor. Der im gesamten Südpazifik beheimatete Kermadec-Sturmvogel ist nach diesen Inseln benannt und kann in den Gewässern rund um die Inselgruppe ganzjährig beobachtet werden.
Die neuseeländische Regierung hat die eingeschleppten Ziegen (1984), Katzen (2002) und Ratten (2006) auf den Inseln Raoul und Macauley ausrotten lassen. Seitdem ist sowohl bei den Seevögeln als auch bei den Ziegensittichen eine Erholung der Bestände zu beobachten.